# Understock

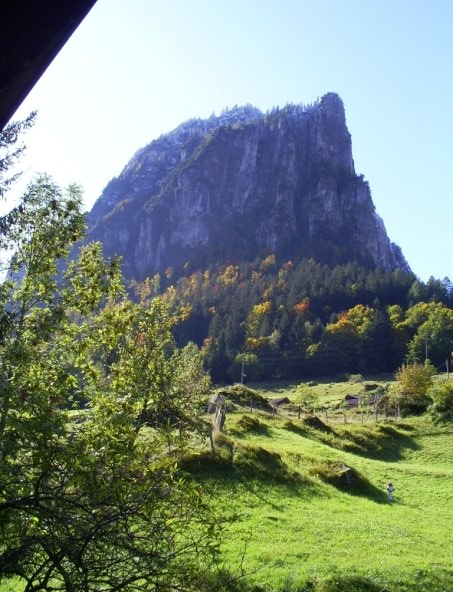
Der dominate Loibstock

Understock (auch Unterstock) ist ein Ort in der Gemeinde Innertkirchen (ehemals Amtsbezirk Oberhasli, heute Verwaltungskreis Interlaken-Oberhasli) im Schweizer Kanton Bern.
Der Name des Ortes komme daher, dass er im Schatten des 1621 m ü. M. hohen Berges Loibstock liegt. Die Ortsbeschreibung «unter dem Stock» (Berndeutsch: under em Stock) führte im Laufe der Zeit wohl zum Ortsnamen «Understock».

## Geographie
Understock liegt auf dem erhöhten Ausläufer des Urbachtals zwischen Guttannen und Innertkirchen. Von beiden Orten führen steile Serpentinen durch den Wald hinauf zu dem weit an die Hänge und Hügel gebauten Ort.
Die Strasse von Innertkirchen nach Understock führt kurze Zeit durch das fast völlig ebene Urbachtal, welches während der kleinen Eiszeit durch den Gauligletscher geformt wurde und heute vom Engelhörner- und Stock-Massiv eingeschlossen wird. Der durch das Urbachtal fliessende Fluss trägt den Namen Ürbachwasser (oder Urbach). Understock und die umgebenden Berge gehören zum Aarmassiv.
Von Understock aus sind unzählige Berggipfel zu sehen. Darunter das Grosse Engelhorn, der Dossen (3138 m ü. M.), der Planplatten (2250 m ü. M.), der Blattenstock (1849 m ü. M.) oder der Glogghüüs (2534 m ü. M.). Zudem ist von Understock die Engstlenalp zu sehen.
Innertkirchen ist der Knotenpunkt zwischen Meiringen, Gletsch (Wallis) und Wassen (Uri).

## Verkehr
Die Strasse nach Understock ist gewissermassen ein Teil der Passstrasse (Nordrampe) des Grimselpasses, da sie Innertkirchen mit Guttannen verbindet. Sie wurde und wird als Umfahrungsstrasse benutzt, wenn die Hauptstrasse gesperrt oder unpassierbar ist. Sie ist aber ausgesprochen eng, kurvig und sehr unübersichtlich und erlaubt nur an wenigen Stellen Gegenverkehr. Die meisten grossen Fahrzeuge können und dürfen diese Strasse nicht befahren.
Understock hat keinen Anschluss an das öffentliche Verkehrsnetz. Der nächste Knotenpunkt ist Innertkirchen, wo man auf die Meiringen-Innertkirchen-Bahn und die Postauto-Linien zum Grimsel-, Furka- und Sustenpass umsteigen kann.

## Tourismus
Die Verbindungsstrasse Innertkirchen – Guttannen via Understock ist Teil der nationalen Radwanderrouten (Aare-Route). Durch die Zunahme des Wander- und Velotourismus finden auch immer mehr Menschen den Weg nach Understock.
Zudem ist Understock eine Etappe der Sbrinz-Route, eines historischen Säumerpfads.
Etwa ein Drittel aller Häuser in Understock wird als Ferienhäuser benutzt und ist nur kurze Zeit im Jahr bewohnt. Die Urlaubsgäste schätzen die absolute Ruhe und die beinahe unberührte Natur. Es gibt weder ein Hotel noch ein Restaurant, sondern nur zwei Bed-and-Breakfast-Angebote.

## Wirtschaft und Infrastruktur
Die Infrastruktur in Understock ist faktisch nicht vorhanden. Das einzige öffentliche Gebäude ist das Feuerwehrhaus, welches einen Spritzwagen und Werkzeuge enthält.
Ausser drei Bauernbetrieben gibt es keine anderen in Understock ansässigen Betriebe. Im Sommer bewirtschaften die Bauern sämtliche Wiesen und Weiden mit Kühen, Hausziegen und Schafen. Die Milch- und Fleischprodukte verkaufen die Bauern zum einen direkt ab Hof, zum grössten Teil aber in Innertkirchen und Meiringen.
Besonders berühmt ist der «Urbachtaler Honig». Ein sehr süsser, aber geschmacksintensiver Honig, welcher im Hochsommer aus einzelnen Bienenstämmen geimkert wird und weit über die regionalen Grenzen hinaus als Geheimtipp gilt.

## Bevölkerung
Die Bevölkerung ist in den letzten Jahren durch die Landflucht massiv geschrumpft, und es leben praktisch keine Menschen unter 40 Jahren mehr in dem abgelegenen Ort. Der grösste Teil der in Understock lebenden Personen ist pensioniert und geht keiner Erwerbstätigkeit mehr nach. Die meisten der noch arbeitenden Einwohner sind in der Landwirtschaft tätig.

## Klimatische Besonderheiten
Dadurch, dass Understock erstens auf einem exponierten Bergausläufer und zweitens genau an jenem Punkt liegt, an dem die vier Täler Urbachtal, Grimseltal, Sustental und Haslital aufeinandertreffen, ist der Ort extrem windexponiert. Föhn und Bise bestimmen das Wetter weitestgehend, und die durch die Täler ziehenden Wolken und Nebelschwaden hüllen den Ort oft in graue Undurchdringlichkeit, während in Innertkirchen oder Guttannen die Wolkendecke noch weit weg ist.
Die zweite Besonderheit ist die Tatsache, dass sich Understock exakt nördlich des Loibstocks befindet und somit jeden Tag eine gewisse Zeit im Schatten liegt. Im Winter kann es sogar sein, dass die Sonne den Ort während maximal vier Stunden erreicht und die restliche Zeit kein einziger Sonnenstrahl den Ort erreicht.

## Sprengung des Chapfs
Während mehrerer Jahrzehnte kam es an der Grimselpassstrasse zwischen Innertkirchen und Guttannen immer regelmässiger zu Felsstürzen. Zeitweise galt in diesem Bereich der Passstrasse sogar Nachtfahrverbot, und der gesamte Grimselverkehr wurde über Understock umgeleitet. Grund dafür waren Bewegungen einer Felsnase namens «Chapf» 900 m oberhalb der Strasse. Da diese Bewegungen immer stärker wurden, entschloss sich der Bund letztendlich zur kontrollierten Sprengung der ganzen Felsnase.
Am 4. Oktober 2001 wurde der Chapf nach monatelangen Bohrungen gesprengt. 150'000 Kubikmeter abgelöstes Gestein machten diese Sprengung zur grössten der Schweizer Geschichte.
Da man von Understock aus die beste Aussicht auf den Chapf hatte, genossen unzählige Schaulustige sowie geladene Gäste aus Politik und Wirtschaft das «Spektakel» auf den Wiesen von Understock.